# South Hadley
South Hadley är en kommun (town) i Hampshire County i Massachusetts. Vid 2010 års folkräkning hade South Hadley 17 514 invånare.